# Watzenberg (Euskirchen)
Der Watzenberg ist eine 295,7 m ü. NHN hohe Erhebung auf der Gemarkung der Stadt Euskirchen im gleichnamigen Kreis in Nordrhein-Westfalen. Die Erhebung liegt westlich von Kirchheim, einem Stadtteil von Euskirchen. Nördlich liegt der rund 286 m hohe Kesselberg, westlich ein gleichnamiges Naturschutzgebiet gefolgt von Kirspenich, einem Ortsteil der Stadt Bad Münstereifel.